# Joaquín Fernando Garay
Joaquín Fernando Garay de Oca (Alloza, 14 de julio de 1733-id. 15 de abril de 1810) fue un biólogo español famoso por haber introducido en el siglo XVIII el cultivo de la patata en España. Acción que le ha servido de apelativo del parmentier español (por similitud al francés Antoine Parmentier). 

## Biografía
Joaquín descendía de una acomodada casa de hacendados y ganaderos turolenses. Joaquín fue el segundo de los seis hijos de una familia que residía en el municipio turolense de Alloza. Desde joven desarrollaría una actividad científica que realizaría en la Real Sociedad Económica Aragonesa de Amigos del País, sociedad a la que pertenecía desde septiembre de 1777. Pronto ejerció en Zaragoza como Abogado de los Reales Consejos. Realizó durante su vida diversas labores encaminadas a la gestión de recursos en la zona del Alto Aragón, regadío, plantación de árboles e inclusión de nuevas especies en la agricultura como fue el caso del cacahuete y la patata.

## Obra
Tras la exitosa introducción del cultivo de la patata en Francia por Parmentier en el año 1786, comenzó Garay a hacer lo mismo en tierras españolas años después, empezando en Galicia. En el año 1793 transportó patatas desde Galicia al valle de Benasque, concretamente, al pueblo de Villanova, partido de Boltaña lugar donde se producirían los primeros experimentos de plantaciones de este tubérculo en España. El rey Carlos IV agradeció en público la labor realizada por Joaquín, concediendo prerrogativas y honores como un reconocido benefactor de la patria. 